# 清川江
清川江（朝鲜语：／ Ch'ŏngch'ŏngang */?），是朝鲜半岛西北部的一条河流， 发源于今朝鮮民主主義人民共和国咸兴市西北慈江道的狼林山脈，流经妙香山，后在新安州（安州市）汇入西朝鲜湾。清川江全長217km、流域面積9,553平方公里，大致为平安北道和平安南道的界河。
清川江水量大约能产生25万6000瓦電力供給，其下游流域的博川平原是朝鲜的重要工业和农业基地。

## 历史事件
- 萨水大捷（612年）
- 高丽契丹战争 （993-1019年)
- 清川江战役（1950年）